# Luka Schidjata
Luka Schidjata (russisch Лука́ Жидя́та) war der zweite Bischof von Nowgorod (1035–1060).
Er wird in der russisch-orthodoxen Kirche in Nowgorod als Heiliger verehrt.
Gedenktage sind der 10. Februar und der 4. Oktober.

## Leben
Über sein Leben ist wenig bekannt.
Er war möglicherweise jüdischer Herkunft.
1034 wurde er zum Bischof von Nowgorod gewählt.
1052 wurde durch ihn die neu errichtete Sophienkathedrale von Nowgorod eingeweiht.
Um 1055 wurde Luka vom Metropoliten Ephrem verurteilt und für drei Jahre im Höhlenkloster von Kiew interniert. Die Gründe dafür sind nicht bekannt.
Seinem Knecht Dudik wurden Nase und Hände abgehackt.
1059 oder 1060 starb Luka wahrscheinlich auf dem Rückweg nach Nowgorod.
Er liegt heute in der Sophienkathedrale von Nowgorod, wo seine Überreste bis heute verehrt werden.
Von Luka ist eine kurze Unterweisung der Brüder erhalten. Diese zeugt von einem hohen Interesse an geschichtlichen und literarischen Themen. Sie ist in einer einfachen bildhaften Sprache verfasst und gibt einen Einblick in Glaubensvorstellungen und Laster seiner Zeit.